# El Campanario, delstaten Mexiko
El Campanario är en ort i kommunen Luvianos i delstaten Mexiko i Mexiko. Samhället hade 551 invånare vid folkräkningen år 2020.